# Miquel Àngel Giner Bou
Miguel Ángel Giner Bou (Benetúser, 1969) es un guionista y dibujante de cómic valenciano, cuya carrera está muy ligada a la de su pareja Cristina Durán, con quien consiguió su primer gran reconocimiento por el álbum autobiográfico Una posibilidad entre mil.
En 2019 fue galardonado con el Premio Nacional del Cómic por la novela gráfica El día 3, junto a Cristina Durán y Laura Ballester, que trata sobre el accidente de metro en València del 2006 basándose en el libro de investigación de Ballester. 